# 제62회 영국 아카데미 영화상
제62회 영국 아카데미 영화상은 2008년의 최고의 영화를 기리기 위해 2009년 2월 8일에 열린 시상식이다. 런던 오페라하우스에서 개최되었다.

## 수상 및 후보

### 작품상
- 슬럼독 밀리어네어 - 크리스티안 콜슨 수상
- 벤자민 버튼의 시간은 거꾸로 간다 - 캐슬린 케네디 외 2명
- 프로스트 VS 닉슨 - 론 하워드 외 3명
- 밀크 - 브루스 코헨 외 1명
- 더 리더 - 책 읽어주는 남자 - 안소니 밍겔라 외 3명

### 작품상(영국)
- 맨 온 와이어 - 제임스 마시 수상
- 헝거 - 스티브 맥퀸 외 3명
- 킬러들의 도시 - 마틴 맥도나 외 2명
- 맘마 미아! - 필리다 로이드 외 3명
- 슬럼독 밀리어네어 - 대니 보일 외 2명

### 감독상
- 슬럼독 밀리어네어 - 대니 보일 수상
- 체인질링 - 클린트 이스트우드
- 벤자민 버튼의 시간은 거꾸로 간다 - 데이빗 핀처
- 프로스트 VS 닉슨 - 론 하워드
- 더 리더 - 책 읽어주는 남자 - 스티븐 달드리

### 칼 포먼 상
- 헝거 - 스티브 맥퀸 수상
- 맨 온 와이어 - Simon Chinn
- 맘마 미아! - 주디 크레이머
- 나의 판타스틱 데뷔작 - 가스 제닝스
- 리버풀의 추억 - SOLON PAPADOPOULOS

### 남우주연상
- 더 레슬러 - 미키 루크 수상
- 프로스트 VS 닉슨 - 프랭크 란젤라
- 슬럼독 밀리어네어 - 데브 파텔
- 밀크 - 숀 펜
- 벤자민 버튼의 시간은 거꾸로 간다 - 브래드 피트

### 여우주연상
- 더 리더 - 책 읽어주는 남자 - 케이트 윈슬렛 수상
- 체인질링 - 안젤리나 졸리
- 당신을 오랫동안 사랑했어요 - 크리스틴 스콧 토마스
- 다우트 - 메릴 스트립
- 레볼루셔너리 로드 - 케이트 윈슬렛

### 남우조연상
- 다크 나이트 - 히스 레저 수상
- 트로픽 썬더 - 로버트 다우니 주니어
- 킬러들의 도시 - 브렌단 글리슨
- 다우트 - 필립 세이모어 호프만
- 번 애프터 리딩 - 브래드 피트

### 여우조연상
- 내 남자의 아내도 좋아 - 페넬로페 크루즈 수상
- 다우트 - 에이미 아담스
- 슬럼독 밀리어네어 - 프리다 핀토
- 번 애프터 리딩 - 틸다 스윈튼
- 더 레슬러 - 마리사 토메이

### 각본상
- 킬러들의 도시 - 마틴 맥도나 수상
- 번 애프터 리딩 - 조엘 코언 외 1명
- 체인질링 - Joe Michael Straczynski
- 당신을 오랫동안 사랑했어요 - 필립 클로델
- 밀크 - 더스틴 랜스 블랙

### 각색상
- 슬럼독 밀리어네어 - 사이몬 뷰포이 수상
- 프로스트 VS 닉슨 - 피터 모건
- 벤자민 버튼의 시간은 거꾸로 간다 - 에릭 로스
- 더 리더 - 책 읽어주는 남자 - 데이비드 헤어
- 레볼루셔너리 로드 - 저스틴 헤이시

### 편집상
- 슬럼독 밀리어네어 - 크리스 딕큰스 수상
- 체인질링 - 조엘 콕스 외 1명
- 벤자민 버튼의 시간은 거꾸로 간다 - 커크 박스터 외 1명
- 다크 나이트 - 리 스미스
- 프로스트 VS 닉슨 - 마이크 힐 외 1명
- 킬러들의 도시 - 존 그레고리

### 촬영상
- 슬럼독 밀리어네어 - 안소니 도드 맨틀 수상
- 체인질링 - 톰 스턴
- 벤자민 버튼의 시간은 거꾸로 간다 - 클로디오 미란다
- 다크 나이트 - 월리 피스터
- 더 리더 - 책 읽어주는 남자 - 크리스 멘지스 외 1명

### 음악상
- 슬럼독 밀리어네어 - A.R. 라만 수상
- 벤자민 버튼의 시간은 거꾸로 간다 - 알렉상드르 데스플라
- 다크 나이트 - 한스 짐머 외 1명
- 맘마 미아! - 베니 안데르손 외 1명
- 월-E - 토머스 뉴먼

### 음향상
- 슬럼독 밀리어네어 - 리처드 프라이크 수상
- 체인질링 - Walt Martin 외 3명
- 다크 나이트 - Lora Hirschberg 외 3명
- 007 제22탄 - 퀀텀 오브 솔러스 - 지미 보일 외 4명
- 월-E - 벤 버트 외 3명

### 의상상
- 공작부인: 세기의 스캔들 - 마이클 오코너 수상
- 체인질링 - 데보라 호퍼
- 벤자민 버튼의 시간은 거꾸로 간다 - 재클린 웨스트
- 다크 나이트 - 린디 헤밍
- 레볼루셔너리 로드 - 알버트 울스키

### 분장상
- 벤자민 버튼의 시간은 거꾸로 간다 - 재클린 웨스트 수상
- 공작부인: 세기의 스캔들 - Daniel Phillips 외 1명
- 다크 나이트 - Peter Robb-King
- 프로스트 VS 닉슨 - Kim Santantonio 외 1명
- 밀크 - Steven E. Anderson 외 1명

### 특수시각효과상
- 벤자민 버튼의 시간은 거꾸로 간다 - 에릭 바바 수상
- 다크 나이트 - 크리스 코보울드 외 3명
- 인디아나 존스: 크리스탈 해골의 왕국 - 파블로 헬먼 외 2명
- 아이언 맨 - 존 넬슨 외 3명
- 007 제22탄 - 퀀텀 오브 솔러스 - 크리스 코보울드 외 1명

### 프로덕션디자인상
- 벤자민 버튼의 시간은 거꾸로 간다 - 도널드 그레이엄 버트 외 1명 수상
- 체인질링 - 제임스 J. 무라카미 외 1명
- 다크 나이트 - 피터 란도 외 1명
- 레볼루셔너리 로드 - 크리스티 지아
- 슬럼독 밀리어네어 - 마크 디그비 외 1명

### 외국어영화상
- 당신을 오랫동안 사랑했어요 - 필립 클로델 수상
- 바더 마인호프 - 울리히 에델
- 고모라 - 마테오 가로네 외 1명
- 페르세폴리스 - 뱅상 파로노드
- 바시르와 왈츠를 - 아리 폴만 외 3명

### 단편애니메이션작품상
- 월레스와 그로밋: 빵과 죽음의 문제 - 닉 파크 수상
- CODSWALLOP - Greg McLeod 외 1명
- VARMINTS - Sue Goffe 외 1명

### 장편애니메이션작품상
- 월-E - 앤드류 스탠튼 수상
- 페르세폴리스 - 뱅상 파로노드
- 바시르와 왈츠를 - 아리 폴만

### 단편영화작품상
- SEPTEMBER - Stewart le Maréchal 외 1명 수상
- KINGSLAND #1 THE DREAMER - 케이트 옥본 외 1명
- 러브 유 모어 - 샘 테일러-존슨
- RALPH - Olivier Kaempfer 외 1명
- VOYAGE D’AFFAIRES (THE BUSINESS TRIP) - Celine Quideau 외 1명

### 신인상
- 노엘 클라크 수상
- 마이클 세라
- 마이클 패스벤더
- 레베카 홀
- 토비 켑벨

## 같이 보기
- 제81회 아카데미상
- 제34회 세자르상
- 제61회 미국 감독 조합상
- 제22회 유럽 영화상
- 제66회 골든 글로브상
- 제29회 골든 래즈베리상
- 제15회 미국 배우 조합상
- 제61회 미국 작가 조합상